# Acrodicrania incerta
Acrodicrania incerta är en tvåvingeart som beskrevs av Enrico Adelelmo Brunetti 1912. Acrodicrania incerta ingår i släktet Acrodicrania och familjen svampmyggor. Inga underarter finns listade i Catalogue of Life.